# الليبية الفضائية
الليبية الفضائية كانت أول قناة تلفزيونية ليبية مملوكة لمؤسسة القذافي تديرها شركة الغد للخدمات الإعلامية. بدأت إرسالها في 15 أغسطس 2007م ثم توقف إرسالها، ثم عاودت الإرسال في 15 أغسطس 2008م. بثت في تلك الفترة عددا من البرامج بينها برامج مثل قلم رصاص لحمدي قنديل.
ظلت القناة تبث برامجها حتى تم ماوصف ب«تأميمها» وضمها إلى الهيئة العامة لإذاعات الجماهيرية العظمى في مايو 2009م ليتغير اسمها لاحقا إلى قناة «الجماهيرية 2».
عقب ثورة 17 فبراير في ليبيا والمطالبات الشعبية برحيل العقيد القذافي وأسرته تم إعادة القناة بنفس الشعار لتبث من مركزها في طرابلس وتوقفت لاحقاً بعد سقوط نظام القذافي في سبتمبر 2011م.
في سبتمبر 2013م ظهرت على أحد أقمار البث الفضائي قناة تحمل نفس الاسم وذات الشعار ويعتقد أنها تحت إدارة مناصرين للقذافي لتحل مكان «قناة الخضراء» التي ظهرت بعد سقوط نظام القذافي مباشرة.[بحاجة لمصدر]